# Gewehr 43

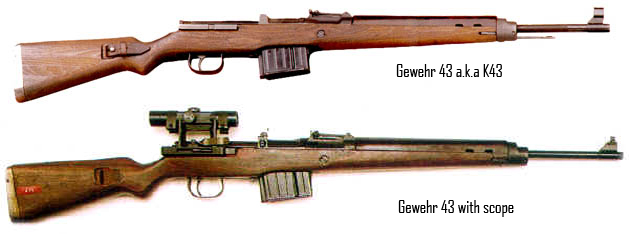
Gewehr 43 mit und ohne Zielfernrohr

Das Gewehr 43, später Karabiner 43 (G43/K43), war ein Selbstladegewehr der deutschen Wehrmacht im Zweiten Weltkrieg. Es wurde als grundlegend verbesserte Version des wenig erfolgreichen Gewehrs 41 entwickelt, das wiederum den Karabiner 98k als Standard-Infanteriewaffe ablösen sollte, da sich die Wehrmacht an der Ostfront mit den Selbstladegewehren Tokarew SWT-40 und Simonow AWS-36 konfrontiert sah. Ab 1943 bis zum Kriegsende wurden etwa 450.000 Stück produziert; ungefähr 50.000 dieser Waffen wurden mit einem Zielfernrohr ausgerüstet und Scharfschützenabteilungen zugeteilt. Die angestrebte Stückzahl von 100.000 Waffen pro Monat wurde nie erreicht. Trotz der geringen Fertigungszahlen erfreute sich die Waffe wegen ihrer Robustheit großer Beliebtheit. Zusätzlich zum Zielfernrohr konnte am Gewehr noch weiteres Zubehör angebracht werden.

## Beschreibung
Das Gewehr 43 ist ein aufschießender Gasdrucklader mit Stützklappenverschluss im Kaliber 7,92 × 57 mm. Die Konstruktion des Gaskolbens mit kurzem Hub wurde vom sowjetischen Tokarew SWT-40 übernommen. Eine Dauerfeuereinrichtung war ursprünglich vorgesehen, wurde jedoch ausschließlich bei Versuchsstücken realisiert. Das Kastenmagazin fasst zehn Schuss, es kann gewechselt oder bei geöffnetem Verschluss mittels Ladestreifen gefüllt werden.
Bei der Schussabgabe werden Gase durch den Gaskanal zum Gaskolben geleitet. Dieser gleitet ein kurzes Stück zurück, überträgt den Impuls über das Zwischenstück auf die Stoßstange, die wiederum auf den Verschlussträger wirkt. Die Stoßstange hat eine eigene Rückholfeder, die sie, das Zwischenstück und den Gaskolben wieder in ihre Ausgangsposition zurückstößt.
Der geschmiedete Verschlussträger gleitet auf dem gefrästen Verschlussrahmen zurück und nimmt dabei über einen Zapfen das Schloss mit. Nach etwa 5 mm Weg läuft dieses auf die Stützklappen auf und zieht sie in den Verschluss zurück. Dadurch wird der Verschluss entriegelt und kann mit dem Verschlussträger zurückgleiten. Dabei spannt er die Schließfeder, die leere Patronenhülse wird ausgeworfen und der Schlaghammer gespannt. Hat der Verschlussträger seine Endstellung erreicht, so wird er von der Schließfeder wieder nach vorn gedrückt. Dabei wird eine neue Patrone aus dem Magazin in das Patronenlager eingeführt und die Waffe ist schussbereit.
Das Gewehr 43 hat wie sein Vorgänger einen Verschlussfang, der nach dem Auswerfen der letzten Patrone den Verschluss in dessen hinterer Stellung festhält.
Gegenüber dem Gewehr 41 (W) wurde das Gassystem komplett geändert, da sich die Gasabnahme an der Mündung mit dem rohrförmigen Gaskolben, der auf dem Lauf vor- und zurückglitt, nicht bewährt hatte. Dadurch konnte das Korn nunmehr fest auf dem Lauf angebracht werden, was eine Verbesserung der Treffergenauigkeit zur Folge hatte. Als weitere Änderung wurde das Magazin auswechselbar gestaltet. Verschluss, Verschlussträger und Feuereinrichtung blieben nahezu unverändert.
Im Dezember 1944 erfolgte eine Namensänderung von „Gewehr 43“ zu „Karabiner 43“; Änderungen an der Waffe brachte diese Maßnahme aber nicht mit sich. Bei einigen Exemplaren wurde der Lauf etwas gekürzt bzw. verlängert, dies betraf aber nur Prototypen.
Die Waffe hat eine höhere Feuergeschwindigkeit als der Karabiner 98k, allerdings nicht dessen Präzision. Gerade die Scharfschützenausführungen des Gewehrs 43 bzw. des Karabiners 43 waren bei den Scharfschützen der Wehrmacht nicht so beliebt wie die Ausführungen des Karabiner 98k mit Zielfernrohr. Dies lag zum einen an unzureichend entwickelten Zielfernrohren und zum anderen an der von Hitler persönlich geforderten Massenproduktion der Waffen, wodurch zwangsläufig die Qualitätsstandards der Komponenten herabgesetzt werden mussten. Hochwertige Läufe, die für den Einsatz in Scharfschützenwaffen Verwendung finden konnten, waren sehr rar, was auf den Mangel an für die speziellen Legierungen nötigen hochwertigen Rohstoffen (Chrom, Nickel, Wolfram) zurückzuführen war, aus denen Präzisionsläufe mit hoher Haltbarkeit gefertigt wurden. In einem geheimen Bericht aus dem Juli 1944 wurde eingeschätzt, dass nur etwa fünf Prozent der Läufe aus der Produktion eine Qualität aufwiesen, die sie für die Verwendung in Scharfschützenwaffen geeignet erscheinen ließen.
Das Gewehr 43 ist als serienmäßiges Scharfschützengewehr konzipiert worden. Alle Waffen verfügten standardmäßig über eine Prismenschiene an der rechten Gehäuseseite zur Aufnahme einer Zielfernrohrmontage. Eine Ausnahme bildeten gegen Ende des Krieges montierte Waffen, bei denen mangelhafte Prismenschienen abgefräst wurden, um die ansonsten brauchbaren Gehäuse verwenden zu können. Das Zielfernrohr ZF 43 bzw. ZF 43/1 (beide auch als ZF 4 bezeichnet) hatte vierfache Vergrößerung und war in 50-m-Schritten von 100 bis 800 m einstellbar.
Die Gewehre des Typs G43 bzw. K43 hatten keinerlei Halterung mehr für die Aufnahme eines Bajonetts. 1944 entfiel im Rahmen der Produktionsvereinfachungen das Gewinde an der Mündung, so dass nun keine Granatgeräte oder Schalldämpfer mehr verwendet werden konnten. Letzteres wäre besonders für Scharfschützen sehr wichtig gewesen. Schließlich wurden durch die Verwendung von Kunststoff für den Gewehrschaft die letzten Waffen dieses Typs noch leichter; ihr Gewicht im entladenen Zustand wurde auf 3,6 Kilogramm gesenkt.

## Vor- und Nachteile
Der Vorteil der Waffe gegenüber dem Karabiner 98k war im Wesentlichen ihre höhere Feuergeschwindigkeit. Ein weiterer Vorteil war, dass die Munition jetzt nicht mehr ausschließlich durch Ladestreifen eingeführt werden musste; nun konnte auch einfach das Magazin von unten ausgewechselt werden. Diese Möglichkeit bot auch  das Gewehr 41 nicht.
Die Nachteile der Waffe waren zum einen die in den letzten Baujahren schlechte Fertigungsqualität der Läufe durch die zunehmenden Produktionsvereinfachungen. Die resultierende Schussgenauigkeit der Waffe auf kurze Entfernung reichte noch aus, Ziele bis zu einer Entfernung von 300 Metern wirksam zu bekämpfen; das Leistungsvermögen der verwendeten Patronen hätte allerdings wesentlich höhere Schussweiten erlaubt. Auch war der kurze Lauf mit 550 mm ein weiteres Problem, bei Läufen von unter etwa 600 mm Länge verursachte die 7,92 × 57 mm-Patrone ein oftmals gut sichtbares und daher verräterisches Mündungsfeuer.

## Vergleichbare Waffen
- Tokarew SWT-40 (Sowjetunion)
- M1 Garand (USA)